# Alpine Academy
L'Alpine Academy est une écurie-filière, créée par le constructeur de Formule 1 Alpine F1 Team, dans le but d'encadrer les meilleurs jeunes pilotes de compétition automobile et de les faire progresser jusqu'en Formule 1. Le programme a eu plusieurs noms : Renault Driver Development, LRGP Academy, Lotus F1 Junior Team ou Renault Sport Academy depuis sa création en 2002.
Les pilotes sélectionnés ont pour but de prouver leur talent et leur compétitivité en course, pour accéder à la Formule 1.

## Historique
De 2002, date de sa création, à 2010, date de l'arrêt de la filière pour des raisons financières, ce programme de jeunes pilotes est nommé Renault Driver Development. En 2011, la structure est reprise et renommée LRGP Academy, en accord avec le changement de nom de Renault F1 Team en Lotus-Renault GP, pour la saison 2011 de Formule 1.
En 2012, LRGP devient totalement sous le contrôle de Lotus F1 Team, qui renomme le programme Lotus F1 Team iRace Professional Programme. En 2013, Lotus raccourcit le nom du programme en Lotus F1 Junior Team. En 2016, à la suite du rachat de Lotus par Renault, le programme est renommé Renault Sport Academy.
Entre 2012 et 2020, seul Esteban Ocon, pilote du Lotus F1 Junior Team entre 2013 et 2014, accède à la Formule 1. Cependant, cette réussite revient plutôt à la filière jeunes pilotes de Mercedes, qu'il avait rejointe en 2014, à sa création. Il roulera finalement avec l'équipe Renault F1 Team en 2020 et Alpine F1 Team en 2021, nouveau nom de la marque.
Le moment marquant de la troisième vie du programme reste la disparition d'Anthoine Hubert. Le jeune pilote Français, affilié à Renault depuis 2018 et membre du programme depuis 2019, est décédé lors d'une course en Formule 2 à Spa-Francorchamps en 2019. Promis à un bel avenir, il était l'une des étoiles montantes de la filière, avec un titre de GP3 Series et deux victoires en Formule 2 lors de sa première saison dans la catégorie. Depuis, les pilotes de la Renault Sport Academy arborent tous un autocollant avec l'inscription : « Racing for Anthoine ».
En 2020, le programme engage six pilotes : Christian Lundgaard et Zhou Guanyu en Formule 2, Oscar Piastri et Max Fewtrell en Formule 3 et Caio Collet et Hadrien David en Formula Renault Eurocup. Pour les deux pilotes de F2, la saison est bonne avec des entrées régulières dans les points et une victoire pour Zhou Guanyu. Il termine sixième pour sa deuxième saison dans la catégorie. La saison de Christian Lundgaard est différente. Le Danois était en lice pour le titre à deux week-ends de la fin, mais malgré ses deux victoires, il est trop souvent passé à côté de certains meetings. Il termine septième. À la fin de la saison, l'écurie déclare qu'elle s'attendait à mieux de la part de ses deux pilotes « malgré de belles performances à l’origine de leurs victoires et podiums ». Pour les deux pilotes de F3, les résultats sont extrêmement contrastés. Alors qu'Oscar Piastri obtient le titre après une excellente saison, Max Fewtrell est abandonné par Renault après six des neuf meetings de la saison. Considéré comme un prétendant au titre, le Britannique n'avait marqué que cinq points après douze courses. Il quitte le championnat et la Renault Sport Academy. En ce qui concerne les deux pilotes engagés en Formula Renault Eurocup, Renault considère qu'aucun des deux n'a réussi son objectif qui était de prendre le titre. Hadrien David, malgré un podium, a vécu une saison décevante. Il termine dixième du championnat. Caio Collet décroche, lui, la place de vice-champion, à une quarantaine de points du titre.
En début d'année 2021, Cyril Abiteboul, directeur de l'écurie Renault renommée Alpine, quitte ses fonctions et donc son rôle dans la structure. Davide Brivio reprend ses activités. La Renault Sport Academy devient l'Alpine Academy. Elle garde Zhou Guanyu, Christian Lundgaard, Oscar Piastri et Caio Collet, tout en réintégrant dans son programme Victor Martins, membre entre 2018 et 2019. Hadrien David n'est pas conservé.
Lors de la pause hivernale, Zhou Guanyu s'engage dans le Championnat d'Asie de Formule 3 afin d'accumuler des points de Superlicence en vue d'une possible arrivée en Formule 1. Face à une forte opposition de la part de pilotes de Formule 3, il décroche finalement le titre lors de la dernière course.

## Pilotes

### Pilotes de l'Alpine Academy

#### Promotion 2021
Les pilotes de la promotion 2021 de l'Alpine Academy sont présentés dans le tableau ci-dessous :

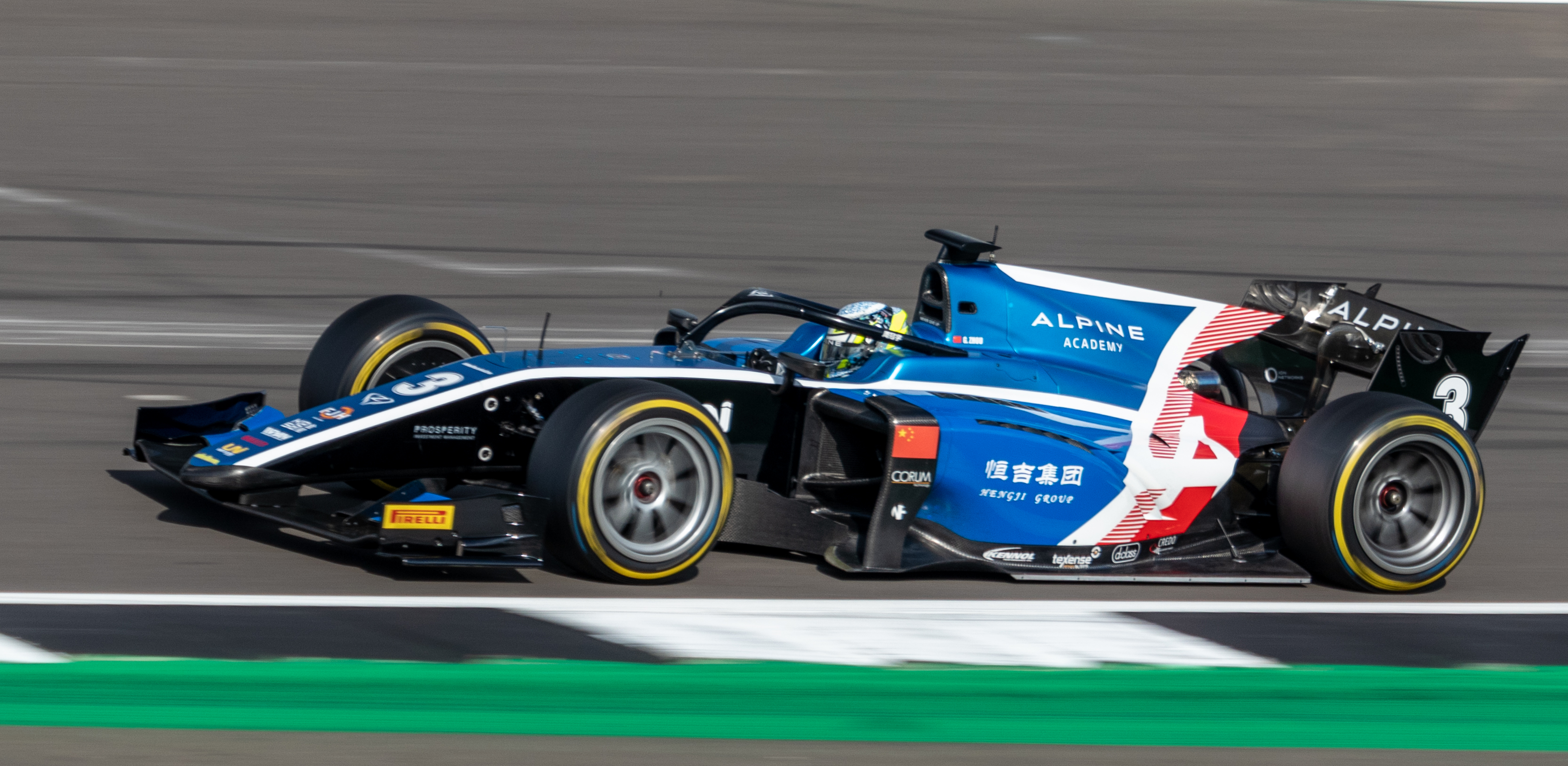
Zhou Guanyu au volant d'une voiture de Formule 2 aux couleurs de l'Alpine Academy en 2021.

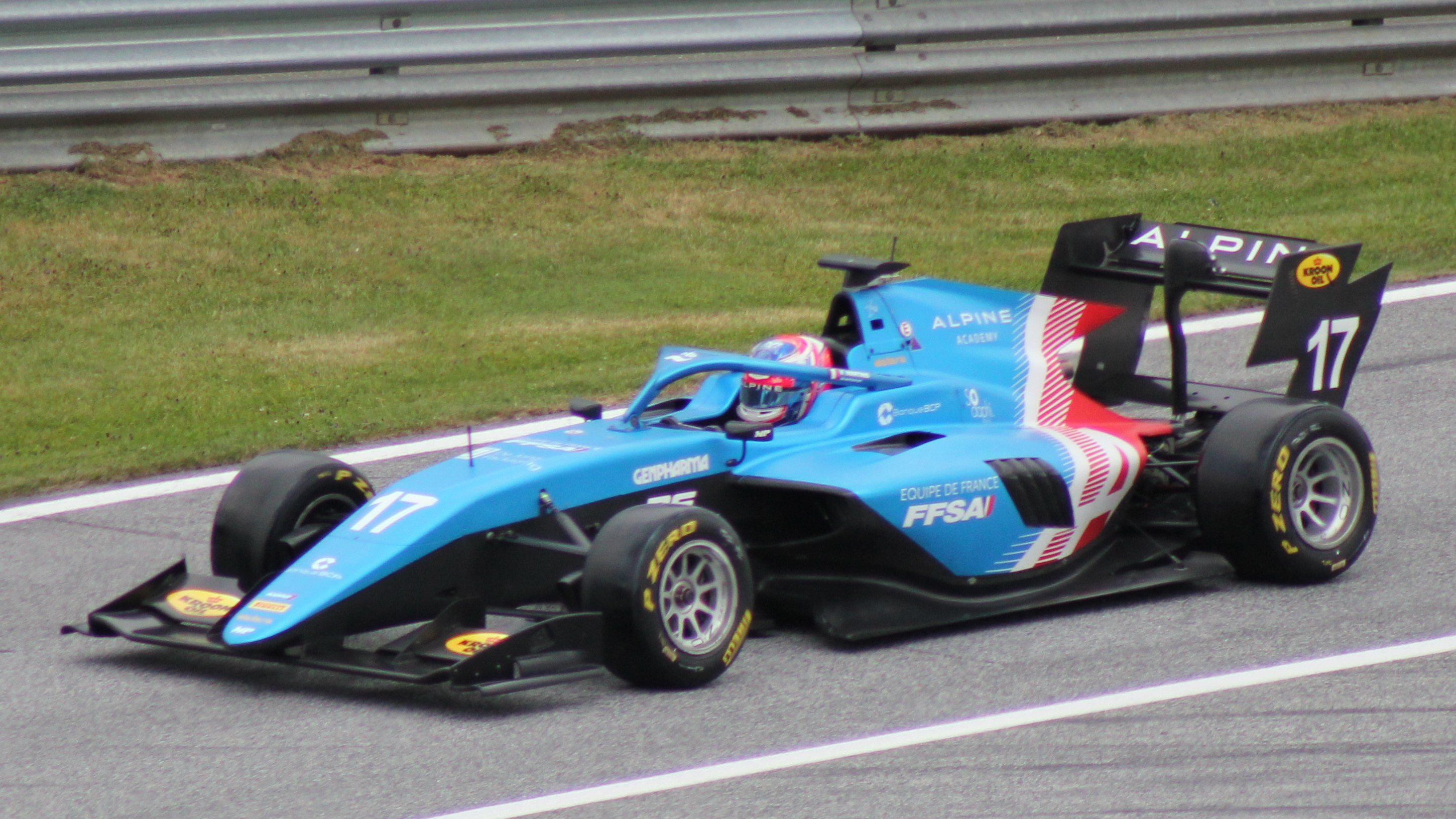
Victor Martins au volant d'une voiture de Formule 3 aux couleurs de l'Alpine Academy en 2021.

| Pilote              | Entrée         | Catégorie      | Écurie          |
| Alpine Academy      | Alpine Academy | Alpine Academy | Alpine Academy  |
| ------------------- | -------------- | -------------- | --------------- |
| Christian Lundgaard | 2017           | Formule 2      | ART Grand Prix  |
| Zhou Guanyu         | 2019           | Formule 2      | Virtuosi Racing |
| Caio Collet         | 2019           | Formule 3      | MP Motorsport   |
| Oscar Piastri       | 2020           | Formule 2      | Prema Racing    |
| Victor Martins      | 2021           | Formule 3      | MP Motorsport   |

#### Promotion 2022
Les pilotes de la promotion 2022 de l'Alpine Academy sont présentés dans le tableau ci-dessous :

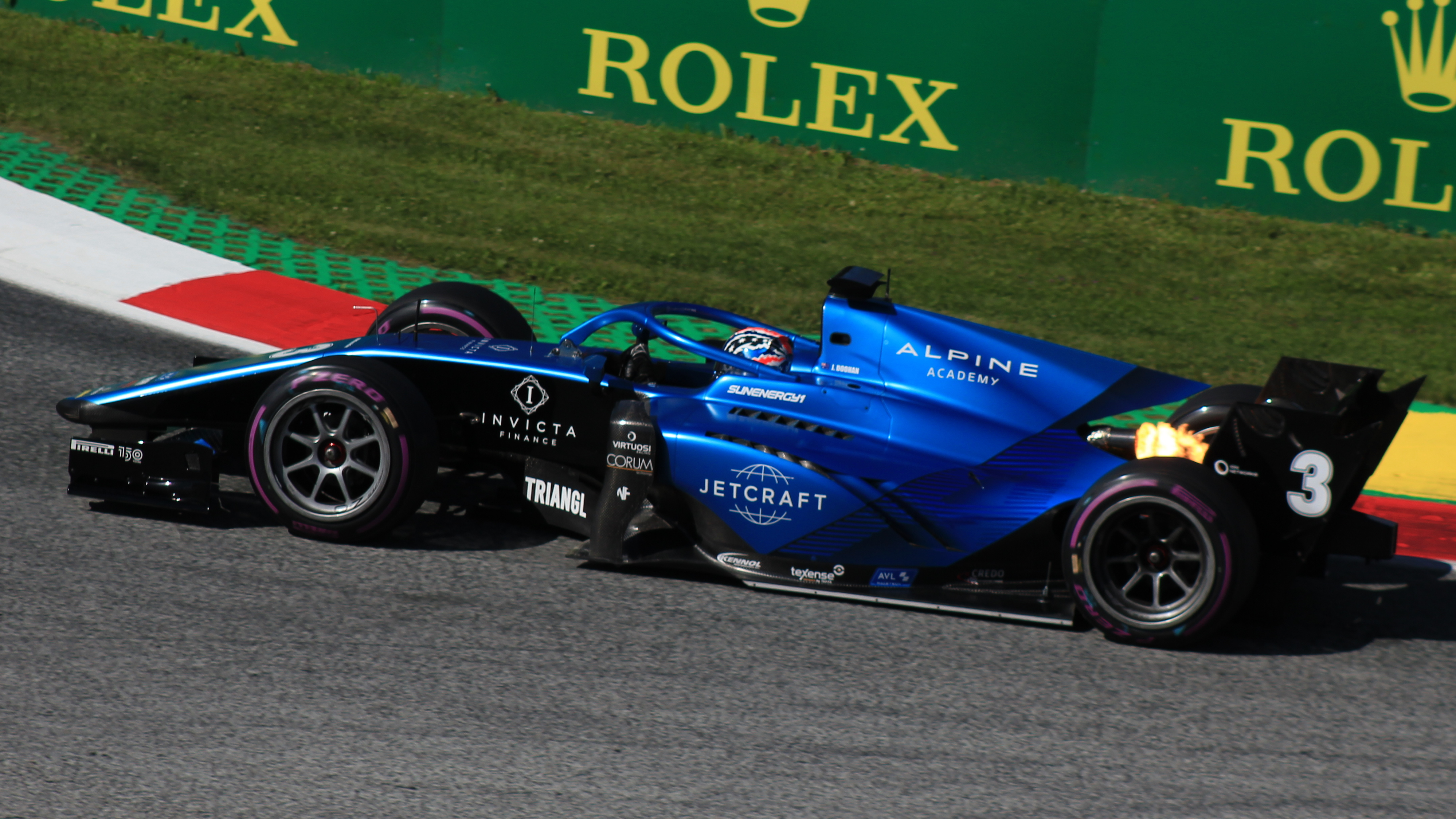
Jack Doohan au volant d'une voiture de Formule 2 aux couleurs de l'Alpine Academy en 2022.

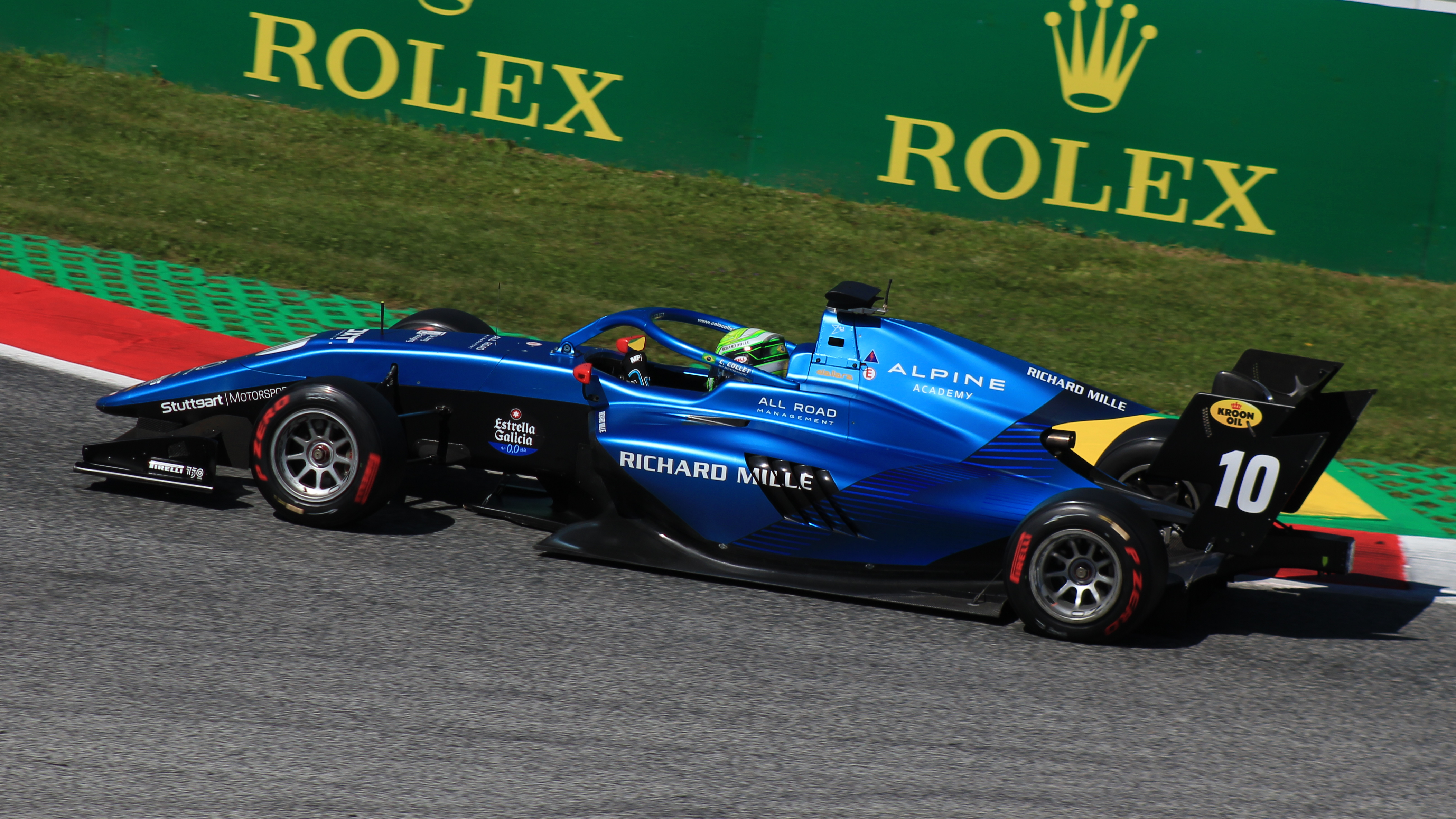
Caio Collet au volant d'une voiture de Formule 3 aux couleurs de l'Alpine Academy en 2022.

| Pilote              | Entrée           | Catégorie                | Écurie           |
| Alpine Affiliate    | Alpine Affiliate | Alpine Affiliate         | Alpine Affiliate |
| ------------------- | ---------------- | ------------------------ | ---------------- |
| Hadrien David       | 2022             | Formule Régionale Europe | R-ace GP         |
| Abbi Pulling        | 2022             | W Series                 | Racing X         |
| Nikola Tsolov       | 2022             | Formule 4 Espagne        | Campos Racing    |
| Kean Nakamura-Berta | 2022             | Karting                  | Kart Republic    |
| Matheus Ferreira    | 2022             | Karting                  | Kart Republic    |
| Alpine Academy      |                  |                          |                  |
| Caio Collet         | 2019             | Formule 3                | MP Motorsport    |
| Victor Martins      | 2021             | Formule 3                | ART Grand Prix   |
| Olli Caldwell       | 2022             | Formule 2                | Campos Racing    |
| Jack Doohan         | 2022             | Formule 2                | Virtuosi Racing  |

#### Promotion 2023
Les pilotes de la promotion 2023 de l'Alpine Academy sont présentés dans le tableau ci-dessous, : 

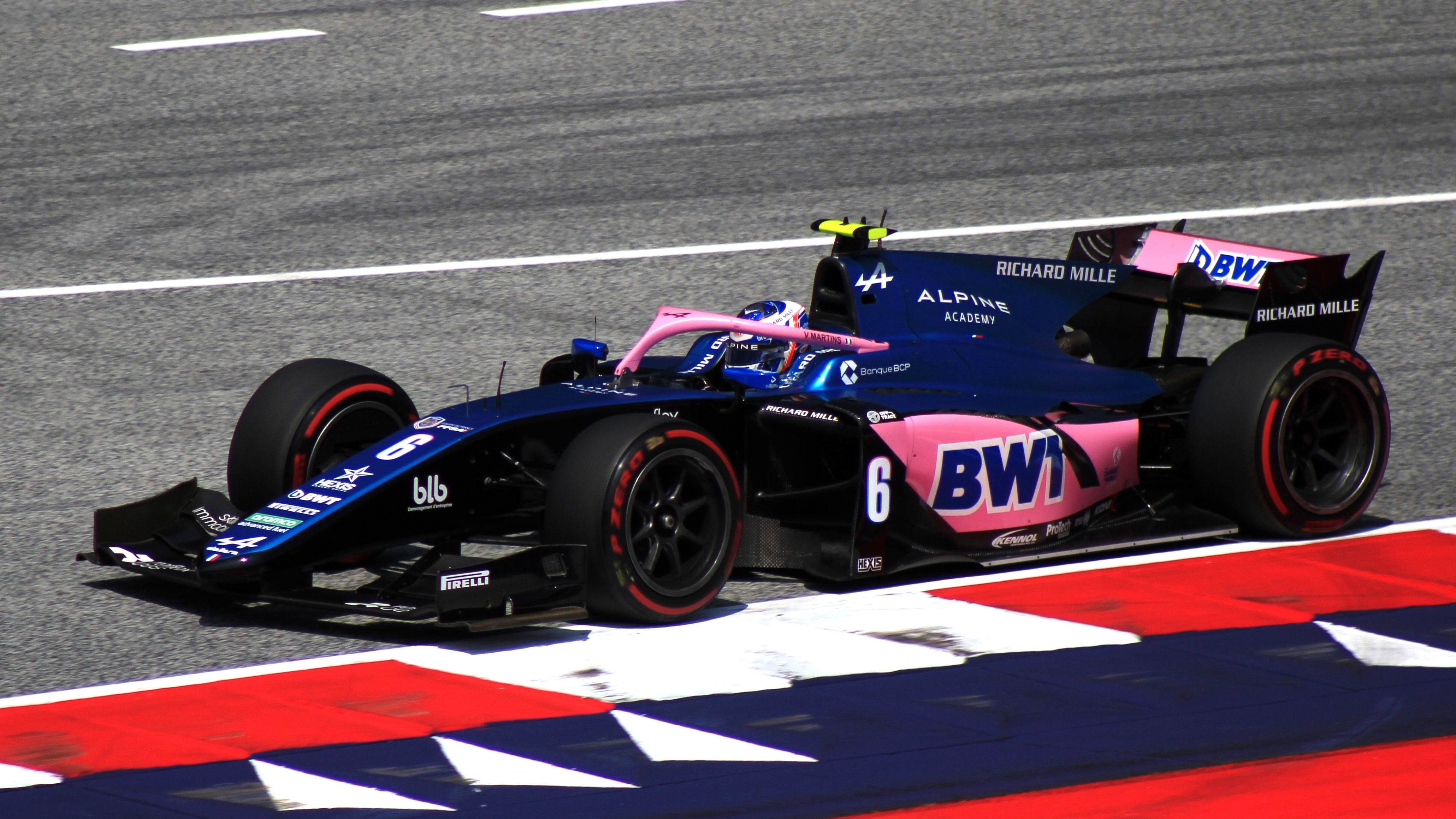
Victor Martins au volant d'une voiture de Formule 2 aux couleurs de l'Alpine Academy en 2023.

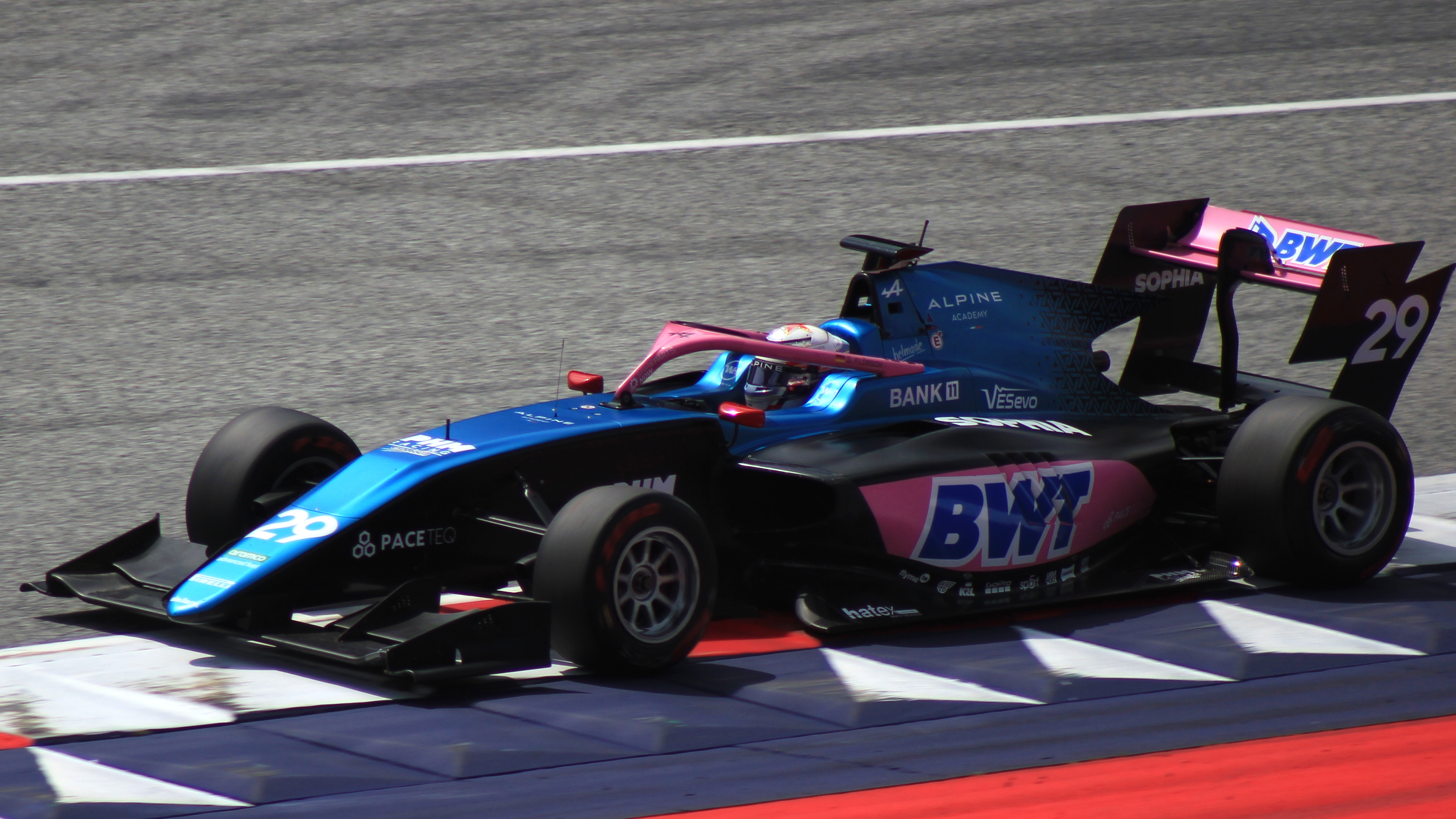
Sophia Flörsch au volant d'une voiture de Formule 3 aux couleurs de l'Alpine Academy en 2023.

| Pilote              | Entrée         | Catégorie                 | Écurie                |
| Alpine Academy      | Alpine Academy | Alpine Academy            | Alpine Academy        |
| ------------------- | -------------- | ------------------------- | --------------------- |
| Kush Maini          | 2023           | Formule 2                 | Campos Racing         |
| Aiden Neate         | 2023           | Formule 4 Grande-Bretagne | Fortec Motorsport     |
| Kean Nakamura-Berta | 2023           | Karting                   | Kart Republic         |
| Abbi Pulling        | 2023           | F1 Academy                | Rodin Carlin          |
| Matheus Ferreira    | 2023           | Formule 4 Italie          | Van Amersfoort Racing |
| Sophia Flörsch      | 2023           | Formule 3                 | PHM Racing            |
| Gabriele Minì       | 2023           | Formule 3                 | Hitech Grand Prix     |
| Nikola Tsolov       | 2023           | Formule 3                 | ART Grand Prix        |
| Jack Doohan         | 2022           | Formule 2                 | Virtuosi Racing       |
| Victor Martins      | 2021           | Formule 2                 | ART Grand Prix        |

#### Promotion 2024
Les pilotes de la promotion 2024 de l'Alpine Academy sont présentés dans le tableau ci-dessous :

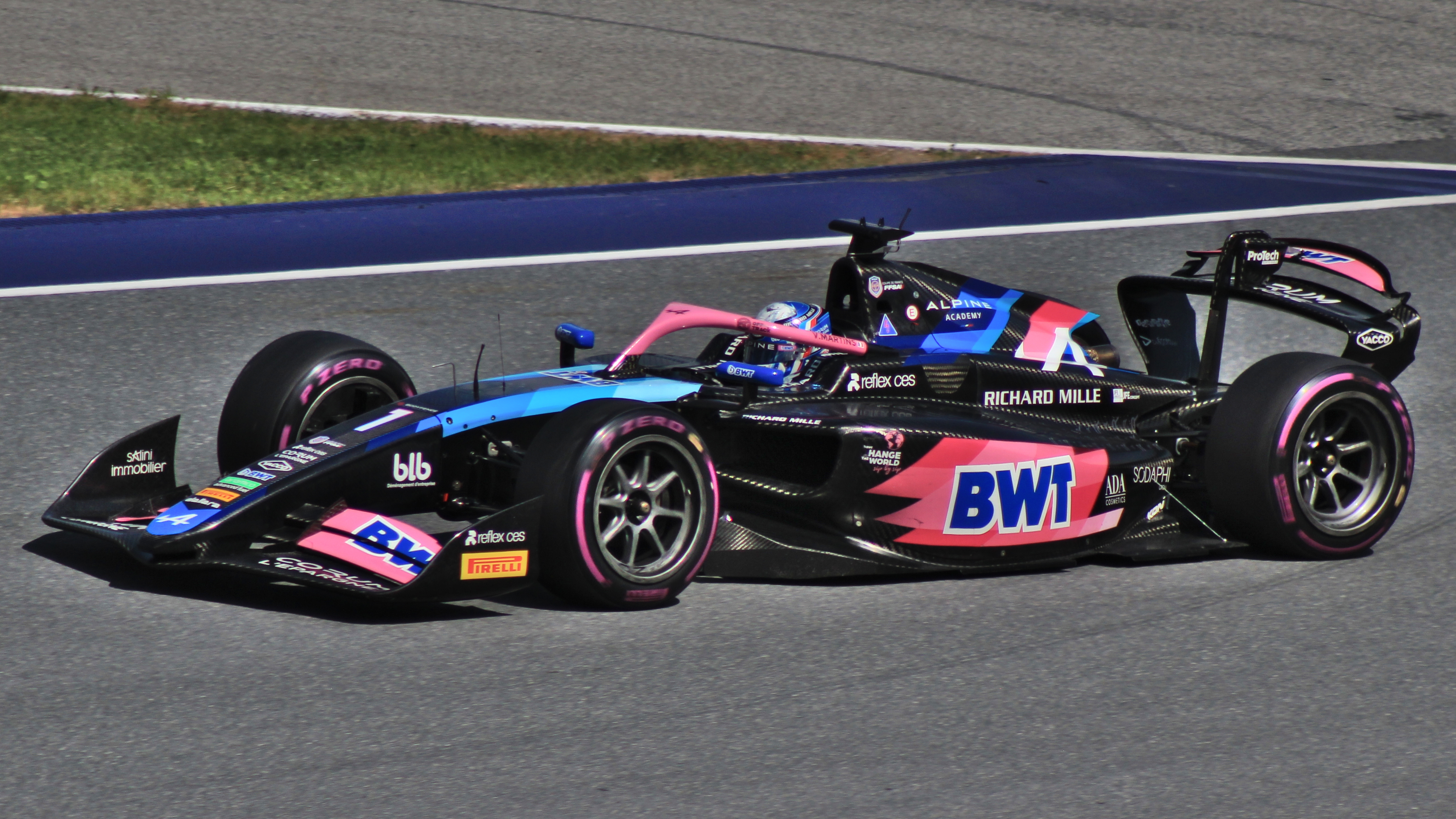
Victor Martins au volant d'une voiture de Formule 2 aux couleurs de l'Alpine Academy en 2024.

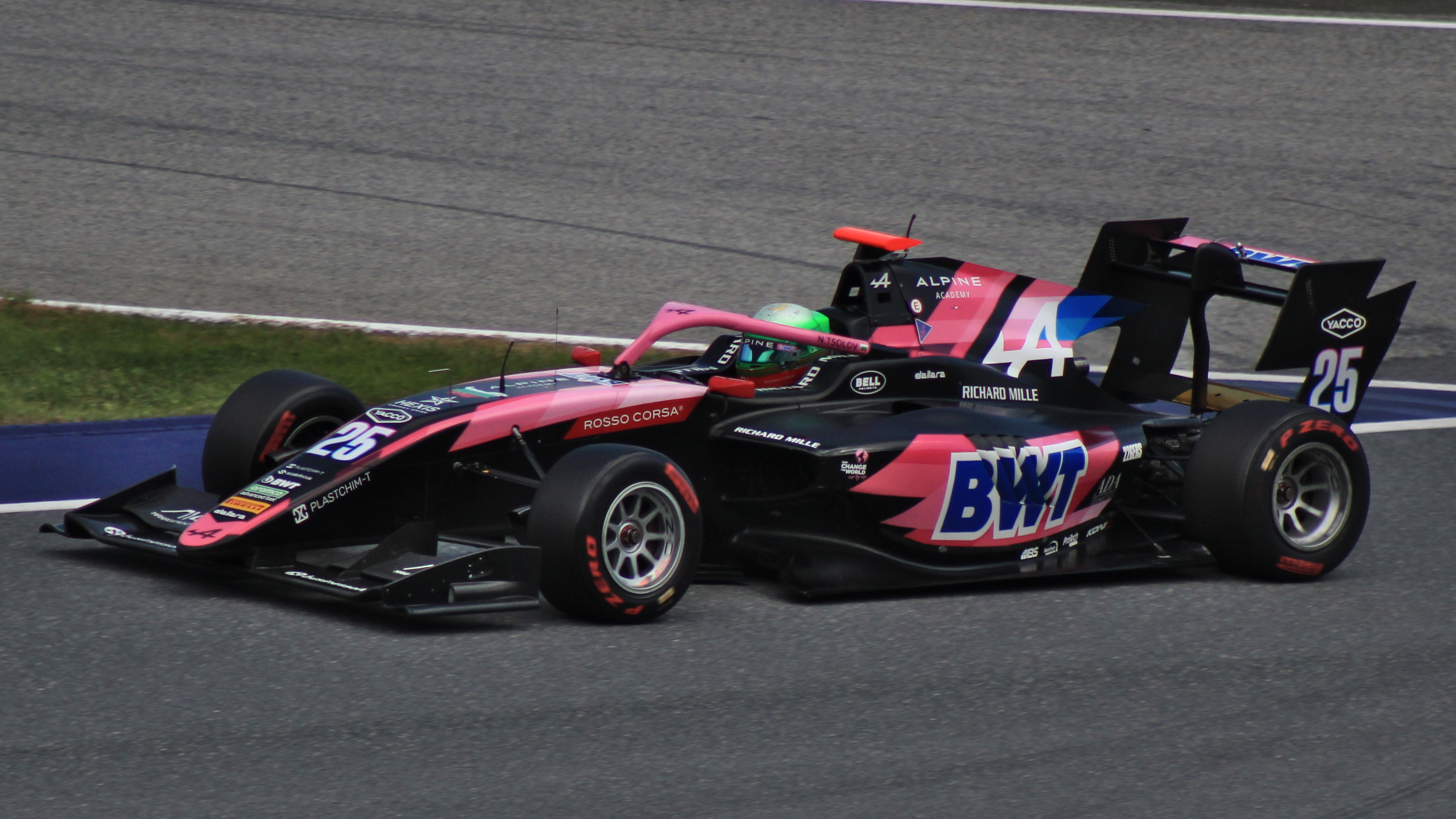
Nikola Tsolov au volant d'une voiture de Formule 3 aux couleurs de l'Alpine Academy en 2024.

| Pilote              | Entrée         | Catégorie                             | Écurie                                |
| Alpine Academy      | Alpine Academy | Alpine Academy                        | Alpine Academy                        |
| ------------------- | -------------- | ------------------------------------- | ------------------------------------- |
| Kabir Anurag        | 2024           | Formule 4 Italie                      | US Racing                             |
| Nicola Lacorte      | 2024           | Formule Régionale Europe              | Trident Racing                        |
| Kush Maini          | 2023           | Formule 2                             | Virtuosi Racing                       |
| Kean Nakamura-Berta | 2023           | Formule 4 Italie                      | Prema Powerteam                       |
| Abbi Pulling        | 2023           | F1 Academy                            | Rodin Motorsport                      |
| Sophia Flörsch      | 2023           | Formule 3                             | Van Amersfoort Racing                 |
| Gabriele Minì       | 2023           | Formule 3                             | Prema Racing                          |
| Nikola Tsolov       | 2023           | Formule 3                             | ART Grand Prix                        |
| Jack Doohan         | 2022           | Pilote de réserve pour Alpine F1 Team | Pilote de réserve pour Alpine F1 Team |
| Victor Martins      | 2021           | Formule 2                             | ART Grand Prix                        |

#### Promotion 2025
Les pilotes de la promotion 2025 de l'Alpine Academy sont présentés dans le tableau ci-dessous : 
| Pilote              | Entrée         | Catégorie             | Écurie            |
| Alpine Academy      | Alpine Academy | Alpine Academy        | Alpine Academy    |
| ------------------- | -------------- | --------------------- | ----------------- |
| Ilie Tristan Crisan | 2025           | Karting               | Kart Republic     |
| Keanu Al Azhari     | 2025           | Formule 3 britannique | Hitech Grand Prix |
| Nina Gademan        | 2025           | F1 Academy            | Prema Racing      |
| Kabir Anurag        | 2024           | Formule 4 Italie      | US Racing         |
| Nicola Lacorte      | 2024           | Formule 3             | DAMS Lucas Oil    |
| Kush Maini          | 2023           | Formule 2             | DAMS Lucas Oil    |
| Gabriele Minì       | 2023           | Formule 2             | Prema Racing      |

### Anciens pilotes
| Pilotes             | Années d'activité | Années d'activité | Cause du départ                                                                     |
| Pilotes             | Entrée            | Sortie            | Cause du départ                                                                     |
| ------------------- | ----------------- | ----------------- | ----------------------------------------------------------------------------------- |
| Fabio Carbone       | 2002              | 2002              |                                                                                     |
| Tiago Monteiro      | 2002              | 2002              |                                                                                     |
| Robert Kubica       | 2002              | 2002              |                                                                                     |
| Carlo van Dam       | 2002              | 2002              |                                                                                     |
| Eric Salignon       | 2002              | 2003              |                                                                                     |
| Heikki Kovalainen   | 2002              | 2005              | Devient pilote-essayeur pour Renault                                                |
| Danny Watts         | 2003              | 2003              |                                                                                     |
| José María López    | 2003              | 2006              |                                                                                     |
| Giedo van der Garde | 2004              | 2004              |                                                                                     |
| Pastor Maldonado    | 2004              | 2005              |                                                                                     |
| Jérôme d'Ambrosio   | 2004              | 2010              | Titularisé chez Virgin                                                              |
| Loïc Duval          | 2004              | 2005              | Manque de résultats                                                                 |
| Lucas di Grassi     | 2005              | 2007              | Devient pilote-essayeur Renault                                                     |
| Romain Grosjean     | 2006              | 2009              | Titularisé chez Renault                                                             |
| Ben Hanley          | 2006              | 2008              |                                                                                     |
| Dani Clos           | 2007              | 2007              |                                                                                     |
| Nelson Panciatici   | 2007              | 2007              |                                                                                     |
| Charles Pic         | 2009              | 2009              | Fin du programme "Renault Driver Development"                                       |
| Davide Valsecchi    | 2009              | 2009              | Fin du programme "Renault Driver Development"                                       |
| Marco Sørensen      | 2009 2013-2015    | 2009 2013-2015    | Fin du programme "Renault Driver Development" Devient pilote de développement Lotus |
| Richie Stanaway     | 2012              | 2012              | Départ en Endurance                                                                 |
| Dorian Boccolacci   | 2012              | 2015              | Non-retenu lors de la restructuration du programme                                  |
| Esteban Ocon        | 2013              | 2014              | Rejoint la filière Mercedes                                                         |
| Alexander Albon     | 2013              | 2015              |                                                                                     |
| Marlon Stöckinger   | 2013              | 2015              |                                                                                     |
| Juan Manuel Correa  | 2014              | 2015              | Non-retenu lors de la restructuration du programme                                  |
| Callan O'Keeffe     | 2014              | 2014              |                                                                                     |
| Matthieu Vaxivière  | 2015              | 2015              |                                                                                     |
| Alex Fontana        | 2015              | 2015              | Non-retenu lors de la restructuration du programme                                  |
| Louis Delétraz      | 2016              | 2016              | Devient pilote de simulateur Haas                                                   |
| Kevin Jörg          | 2016              | 2016              | Manque de résultats                                                                 |
| Oliver Rowland      | 2016              | 2016              | Devient pilote de développement Renault                                             |
| Sun Yueyang         | 2016              | 2018              |                                                                                     |
| Jack Aitken         | 2016              | 2019              | Rejoint la filière Williams                                                         |
| Marta García        | 2017              | 2017              | Manque de résultats                                                                 |
| Jarno Opmeer        | 2017              | 2017              | Manque de résultats                                                                 |
| Sacha Fenestraz     | 2017              | 2018              | Manque de résultats                                                                 |
| Max Fewtrell        | 2017              | 2020              | Manque de résultats                                                                 |
| Christian Lundgaard | 2017              | 2021              | Départ en IndyCar Series                                                            |
| Arthur Rougier      | 2018              | 2018              | Manque de résultats                                                                 |
| Anthoine Hubert     | 2019              | 2019              | Décès lors d'une course de Formule 2                                                |
| Leonardo Lorandi    | 2019              | 2019              | Manque de résultats                                                                 |
| Ye Yifei            | 2019              | 2019              | Manque de résultats                                                                 |
| Zhou Guanyu         | 2019              | 2021              | Titularisé chez Alfa Romeo                                                          |
| Caio Collet*        | 2019              | 2022              | Manque de résultats                                                                 |
| Oscar Piastri       | 2020              | 2021              | Devient pilote-essayeur d'Alpine                                                    |
| Hadrien David       | 2020 2022         | 2020 2022         | Manque de résultats (2020) Problèmes financiers (2022)                              |
| Victor Martins      | 2021              | 2024              | Rejoint la filière Williams                                                         |
| Olli Caldwell       | 2022              | 2022              | Rejoint Alpine Endurance Team                                                       |
| Matheus Ferreira    | 2022              | 2023              |                                                                                     |
| Kean Nakamura-Berta | 2022              | 2024              |                                                                                     |
| Jack Doohan         | 2022              | 2024              | Titularisé chez Alpine                                                              |
| Nikola Tsolov       | 2022              | 2024              | Rejoint la filière Red Bull                                                         |
| Abbi Pulling        | 2022              | 2024              |                                                                                     |
| Aiden Neate         | 2023              | 2023              | Manque de résultats                                                                 |
| Sophia Flörsch      | 2023              | 2024              | Départ en Indy Lights                                                               |

*Malgré son départ de l'académie, Caio Collet reste cependant "lié à la famille Alpine Racing" selon le communiqué de l'équipe.

## Rac(H)er Karting Programme
| Pilotes               | Années d'activité | Années d'activité | Championnats auxquelles la pilote a participé dans le programme                                                             |
| Pilotes               | Entrée            | Sortie            | Championnats auxquelles la pilote a participé dans le programme                                                             |
| --------------------- | ----------------- | ----------------- | --- |
| Angélina Proenca      | 2023              |                   | IAME Euro Series (2023) Championnat de france de karting (2024) Championnat de France de Formule 4 (2025)                   |
| Aiva Anagnostiadis    | 2023              |                   | Championnat d'Australie de Karting (2023) Championnat de F4 d’Inde (2024) Championnat d'Espagne de Formule 4 (2025)         |
| Chiara Battig         | 2023              |                   | Championnat d'Italie de Karting (2023) WSK – Super Master Series (2024)                                                     |
| Lisa Billard          | 2023              |                   | Championnat de France de Karting (2023) Championnat de France de Formule 4 (2024) Championnat de France de Formule 4 (2025) |
| Maria Chiara Nardelli | 2023              |                   | Championnat d'Italie de Karting (2023)                                                                                      |
| Sukhmani Kaur Khera   | 2023              |                   | Championnat de Grande-Bretagne (2025)                                                                                       |